# William Paley
William Paley (Peterborough, Northamptonshire, Inglaterra, 14 de julio de 1743 – 25 de mayo de 1805) fue un filósofo, teólogo y apologista británico, recordado por su ética utilitarista de su obra Principios de la filosofía moral y política y por sus argumentos apologéticos para demostrar la existencia de Dios en su obra Teología Natural, en especial la analogía del relojero, un argumento teleológico basado en la evidencia de diseño en el mundo. Sus obras influyeron mucho en Charles Darwin durante sus estudios en la Universidad de Cambridge y su argumento del diseño a veces es utilizado todavía por los partidarios del diseño inteligente.

## Vida
Paley nació en Peterborough, Inglaterra, y se educó en la escuela Giggleswick, de la cual su padre, también llamado William, fue director durante medio siglo y, como su padre y su tío abuelo, en Christ's College, Cambridge. Se graduó en 1763 como Senior Wrangler, se convirtió en becario en 1777 y en 1768 tutor de su colegio. Dio conferencias sobre Samuel Clarke, Joseph Butler y John Locke en su curso sistemático sobre filosofía moral, que posteriormente formó la base de sus Principios de filosofía moral y política; y en el Nuevo Testamento, cuya propia copia se encuentra en la Biblioteca Británica. Por aquel entonces, Paley impulsó una defensa anónima de un panfleto en el que el Maestro de Peterhouse y obispo de Carlisle Edmund Law había abogado por la reducción y simplificación de los Treinta y nueve artículos; sin embargo, no firmó la petición (llamada petición "Feathers Tavern", del lugar donde se acordó) de flexibilización de los términos de suscripción a los artículos. También fue un firme partidario de las colonias estadounidenses durante su guerra de independencia, en parte porque pensó que conduciría a la destrucción de la esclavitud.
En 1776, Paley fue presentado a la rectoría de Musgrave en Westmorland, que fue cambiada poco después por Appleby. Posteriormente fue nombrado vicario de Dalston en 1780, cerca del palacio del obispo en Rose Castle. En 1782 se convirtió en el archidiácono de la diócesis de Carlisle. Paley tuvo intimidad con la familia Law durante toda su vida, y el obispo y su hijo John Law (que más tarde fue obispo irlandés) fueron fundamentales durante la década posterior a su salida de Cambridge para presionarlo para que publicara sus conferencias revisadas y para negociar con el editor. En 1782, Edmund Law insistió en que Paley añadiera un libro sobre filosofía política a la filosofía moral, que Paley se mostró reacio a escribir. El libro se publicó en 1785 con el título de The Principles of Moral and Political Philosophy (Los principios de la filosofía moral y política) y se incluyó en los exámenes de la Universidad de Cambridge al año siguiente. Pasó por quince ediciones en vida del autor. Paley apoyó enérgicamente la abolición de la trata de esclavos, y su ataque a la esclavitud en el libro fue fundamental para atraer una mayor atención pública a la práctica. En 1789, se publicó un discurso que pronunció sobre el tema en Carlisle.
Los Principios fueron seguidos en 1790 por su primer ensayo en el campo de la apologética cristiana, Horae Paulinae, o La verdad de la historia de las Escrituras de San Pablo, que comparó las Epístolas de Pablo con los Hechos de los Apóstoles, haciendo uso de "coincidencias no diseñadas" para argumentan que estos documentos respaldan mutuamente la autenticidad del otro. Algunos han dicho que este libro fue el más original de los trabajos de Paley. Le siguió en 1794 la celebrada Visión de las pruebas del cristianismo, que también se añadió a los exámenes de Cambridge y permaneció en el programa de estudios hasta la década de 1920.
Por sus servicios en defensa de la fe, con la publicación de las A view of the evidences of Christianity, el obispo de Londres le cedió un puesto en la Catedral de San Pablo de Londres; el obispo de Lincoln lo nombró subdirector de esa catedral, y el obispo de Durham le confirió la rectoría de Bishopwearmouth. Durante el resto de la vida de Paley, su tiempo se dividió entre Bishopwearmouth y Lincoln, tiempo durante el cual escribió Teología natural o Evidencias de la existencia y atributos de la Deidad, a pesar de su enfermedad cada vez más debilitante. Murió el 25 de mayo de 1805 y está enterrado en la catedral de Carlisle con sus dos esposas.
Entre sus nietos estaban: el erudito clásico Frederick Apthorp Paley (1815-1888) y su hermano el arquitecto Edward Graham Paley (1823-1895), hijos del Rev. Edmund Paley (1782-1850).

## Pensamiento y obras
Los Principios de filosofía moral y política de Paley fue uno de los textos filosóficos más influyentes de la Gran Bretaña tardía. Fue citado en varios debates parlamentarios sobre las Leyes de los cereales en Gran Bretaña y en debates en el Congreso de Estados Unidos. El libro siguió siendo un libro de texto establecido en Cambridge hasta bien entrada la era victoriana. A Charles Darwin, como estudiante de teología, se le pidió que lo leyera cuando hizo sus estudios de pregrado en el Christ's College, pero fue Teología Natural de Paley lo que más impresionó a Darwin a pesar de que no era un libro fijo para estudiantes. Los retratos de Paley y Darwin se enfrentan en Christ's College hasta el día de hoy. William Paley también es recordado por sus contribuciones a la filosofía de la religión, la ética utilitaria y fundamentalmente conocido por la apología del cristianismo. 

### Filosofía moral y política
La combinación de Paley entre el utilitarismo y la teología natural se desarrolla también en Los principios de la filosofía moral y política de 1785, donde defendía las relaciones de propiedad existentes, aun cuando pareciesen antinaturales, arbitrarias e injustas. Tales derechos, afirmaba Paley, aun si se han conferido por autoridad civil en lugar de por derecho natural, deben tratarse como si hubiesen surgido por "designio divino". Paley argüía que el mundo está lleno de inventos con fines beneficiosos, donde "todo lo que es conveniente está bien". En los Principios hay signos de una visión social patriarcal y Paley sostenía que la felicidad general de la sociedad iba en aumento junto con el aumento de la población, pues esta crece a causa del abastecimiento, y su descenso es "el mayor mal que un Estado puede padecer". Paley justificó la caridad pública en razones teológicas y utilitarias.

Paley considera absurdo separar la teología natural de la revelada, porque ambas tratan de descubrir lo mismo, la voluntad de Dios, la cual se convierte en todo el asunto de la moralidad. Para Paley, las acciones son, en abstracto, correctas o incorrectas según su tendencia; "es la utilidad de cualquier regla moral por sí sola lo que constituye la obligación de la misma". Una acción es útil dependiendo de su consecuencia general (si la misma práctica estuviera generalmente permitida) y no particular. Un gobierno moral procede por reglas generales, "cuyo objeto es influir en la conducta de las criaturas razonables". Por ejemplo, la falsificación de divisas no es correcta porque la consecuencia general es la abolición del dinero. Paley criticó el emotivismo de David Hume de su Investigación sobre los principios de la moral al considerar de ineficientes los motivos para impedir la satisfacción de pasiones como lujuria, venganza, envidia, avaricia sin apelar a la religión cristiana. 

El método de acudir a la voluntad de Dios, con respecto a cualquier acción, a la luz de la naturaleza, es indagar sobre "la tendencia de la acción a promover o disminuir la felicidad general".

Pese a su "utilitarismo teológico", Paley creía que una acción es moralmente correcta debido a su conformidad con la voluntad de Dios en lugar de la cantidad de placer o felicidad que se obtiene o la miseria que minimiza. La felicidad para Paley consiste en el ejercicio de los afectos sociales y la constitución prudente de los hábitos. La virtud es “hacer el bien a la humanidad, en obediencia a la voluntad de Dios, y en aras de la felicidad eterna".
Según esa definición, "el bien de la humanidad" es el sujeto; la "voluntad de Dios", la regla; y "felicidad eterna", el motivo de la virtud humana.
 Paley defendió la pena de muerte como una forma de disuasión estatal del delito. En el sistema judicial británico de aquel entonces, más de 200 delitos se castigaban (incluso menores) con la pena de muerte (Código sangriento). A diferencia de Jeremy Bentham, Paley se negó en condenar el sistema legal británico como corrupto. Otro tema que Paley consideró fue el suicidio. Según Paley, el Estado adquiere el derecho sobre la vida del súbdito a partir de la voluntad de Dios:
La verdad es que el Estado no deriva este derecho ni del consentimiento del sujeto ni a través de ese consentimiento, sino, podríamos decir, de la donación de la Deidad. Al notar que tal poder del soberano de la comunidad es conveniente, si no necesario, para la comunidad misma, se presume justamente que es voluntad de Dios que el soberano lo posea y lo ejerza. Es esta presunción la que constituye el derecho; en verdad, es el mismo el que constituye todos los demás: y si existieran razones similares para autorizar la presunción en el caso de personas privadas, el suicidio sería tan justificable como la guerra o las ejecuciones capitales. Pero hasta que se pueda demostrar que el poder sobre la vida humana puede convertirse en la misma ventaja en manos de los individuos sobre los suyos propios que en las del Estado sobre las vidas de sus súbditos, y que se le puede confiar la misma seguridad para ambos, no hay lugar para discutir, desde la existencia de tal derecho en el segundo, hasta su tolerancia en el primero.
Paley también argumentó a favor de la tolerancia religiosa, pues "toda especie de persecución que impone tales mandatos, es adversa al progreso de la verdad", pero sostuvo restringir la circulación de libros burlescos sobre temas religiosos y la admisión de ciertas religiones en cargos y empleos públicos. Los Principios de la filosofía moral y política se convirtió inmediatamente en el libro de texto ético de la Universidad de Cambridge y pasó por quince ediciones durante la vida del autor.

### Filosofía de la religión

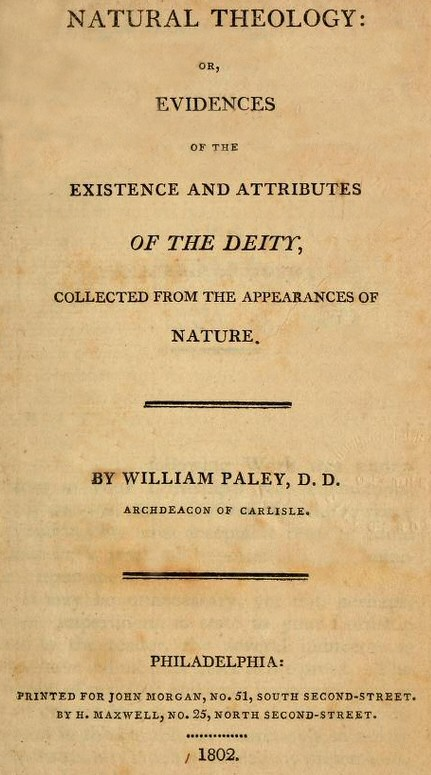
Página de título de la Teología natural o Evidencias de la existencia y atributos de la Deidad de 1802.

En Visión de las pruebas del cristianismo de 1794, Paley defendió la verdad del cristianismo en la evidencia histórica. Sostuvo dos proposiciones: que "hay una prueba clara de que los apóstoles y sus sucesores pasaron por las mayores dificultades antes de abandonar el Evangelio y dejar de obedecer sus preceptos" y que "otros milagros distintos de los del Evangelio no están atestiguado satisfactoriamente". Paley también defendió la revelación divina como fundamento para la existencia de Dios y los milagros contra los pensadores deístas de su tiempo, específicamente contra David Hume.
En 1802, publicó Teología natural; o Evidencias de la existencia y atributos de la Deidad, su último libro. Como afirma en el prefacio, vio el libro como un preámbulo de sus otros libros filosóficos y teológicos; de hecho, sugiere que la teología natural debe leerse primero, a fin de construir una comprensión sistemática de sus argumentos. La idea central de su argumento era que el diseño de Dios de toda la creación podía verse en la felicidad general, o bienestar, que era evidente en el orden físico y social de las cosas. Tal libro se inscribe en la amplia tradición de las obras de teología natural escritas durante la Ilustración; y esto explica por qué Paley basó gran parte de su pensamiento en John Ray (1691), William Derham (1711) y Bernard Nieuwentyt (1750).

El argumento del diseño inteligente revelado por la organización de los organismos de Paley se basa principalmente en la anatomía y la historia natural. "Por mi parte", dice, "me posiciono en la anatomía humana"; en otra parte insiste en "la necesidad, en cada caso particular, de una mente inteligente diseñadora para la elaboración y determinación de las formas que llevan los cuerpos organizados". Al hacer su argumento, Paley empleó una amplia variedad de metáforas y analogías. Quizás el más famoso sea su analogía entre un reloj y el mundo. Historiadores, filósofos y teólogos a menudo llaman a esto la analogía del relojero:
Al cruzar un brezal, supongamos que golpeo mi pie contra una piedra y me preguntan cómo llegó la piedra allí; posiblemente podría responder que, por cualquier cosa que supiera en contrario, había permanecido allí desde siempre: ni sería quizás muy fácil mostrar lo absurdo de esta respuesta. Pero supongamos que he encontrado un reloj en el suelo y me pregunto cómo ha llegado el reloj a ese lugar. En ese caso, difícilmente pensaría en la respuesta que he dado anteriormente, que, por lo que sé, el reloj siempre haya estado probablemente allí. Sin embargo, ¿por qué esta respuesta no serviría tanto para el reloj como para la piedra? Por esta razón, y por ninguna otra, cuando nos ponemos a inspeccionar el reloj, percibimos (lo cual no descubrimos en la piedra) que sus diferentes partes se han unificado con un propósito [...]. Una vez visto este mecanismo [...] pensamos que es inevitable no inferir que el reloj debe tener un creador [...] que comprenda su construcción y que haya diseñado su uso.
Análogamente, para Paley, el universo también tuvo que ser diseñado para que todas sus partes funcionen tan perfectamente como un reloj. Así, pues, concluye Paley, alguna inteligencia superior debió crearlo (Dios). Asimismo expone la complejidad de un órgano, como el ojo, o de un organismo como resultado exclusivo de la obra de un creador. A su vez, alude la presencia de órganos superfluos a la ignorancia temporal por el estado de la ciencia. Basándose en esta analogía mecánica, Paley presenta ejemplos de la astronomía planetaria y argumenta que los movimientos regulares del sistema solar se asemejan al funcionamiento de un reloj gigante. Para reforzar sus puntos de vista, cita el trabajo de su viejo amigo John Law y el astrónomo John Brinkley. El germen de la analogía del relojero se encuentra en los escritores antiguos que utilizaron relojes de sol y epiciclos ptolemaicos para ilustrar el orden divino del mundo. Este tipo de ejemplos se pueden ver en la obra del antiguo filósofo Cicerón, especialmente en su De natura deorum, II. 87 y 97.
La analogía del reloj fue ampliamente utilizada en la Ilustración, tanto por deístas como por cristianos. Por lo tanto, el uso del reloj por parte de Paley (y otros objetos mecánicos similares) continuó una larga y fructífera tradición de razonamiento analógico que fue bien recibido por quienes leyeron Teología natural cuando se publicó en 1802. Sin embargo, Paley no aportó en Teología natural pruebas extendidas de otros atributos de Dios como la belleza o la omnipresencia.
En Teología natural, Paley cambió su posición política tras leer el Ensayo sobre el principio de la población de Thomas Malthus, advirtiendo de que "la humanidad de todos los países... se reproducirá hasta un punto peligroso" como parte del plan divino. Por lo tanto, "de manera natural, la población le va pisando los talones a las mejoras". "Sin embargo, esos límites, si es que acaso se puede hablar de ellos —insistía Palcy—sólo se aplicaban a las necesidades animales", pero las necesidades morales pueden satisfacerse ilimitadamente. Paley luchó por reconciliar la aparente sufrimiento animal en la naturaleza con su fe en un Dios bueno y concluyó que las alegrías de la vida superaban a sus penas.

## Legado

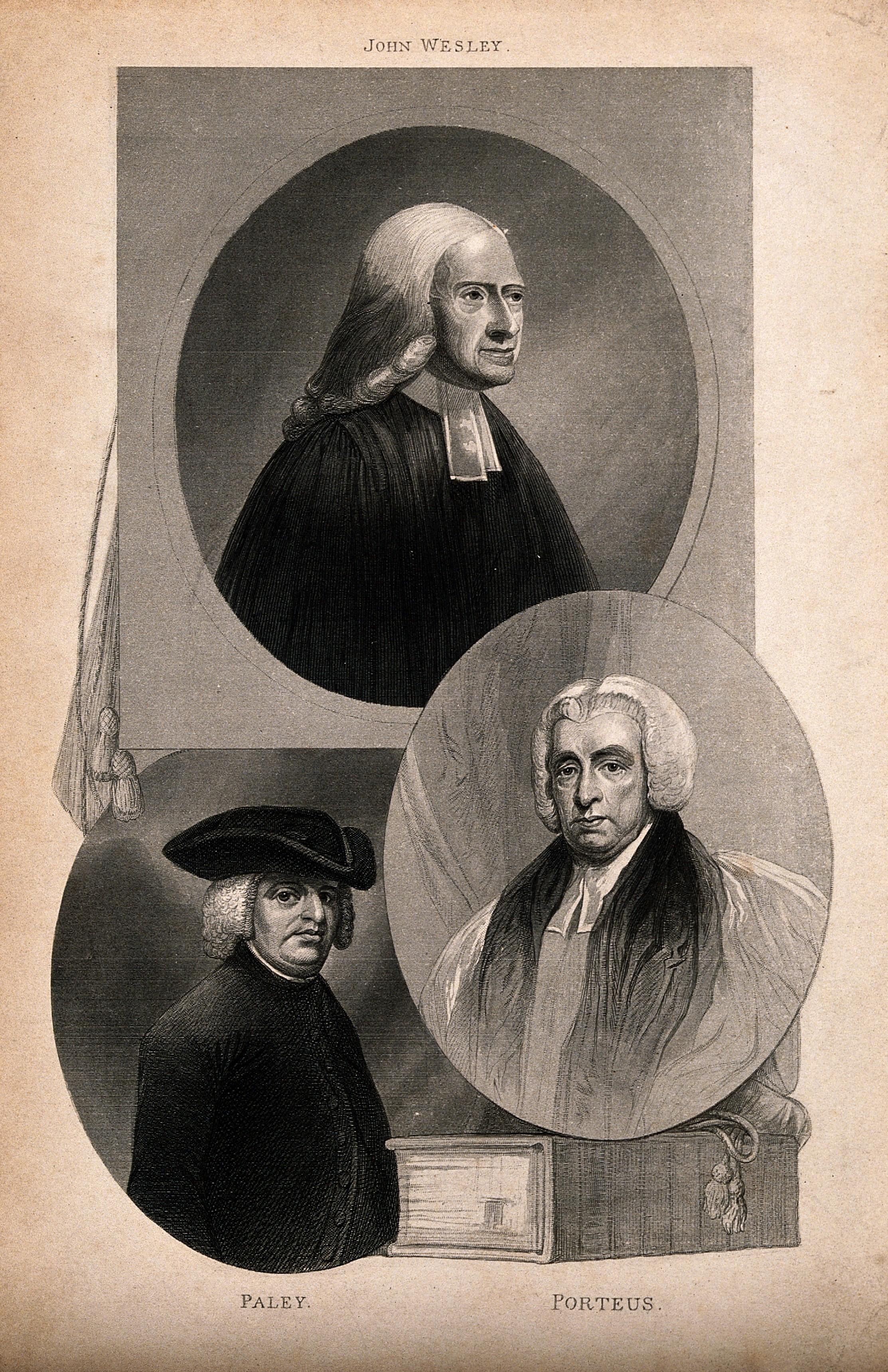
Un grabado póstumo de los tres clérigos: John Wesley, William Paley y Beilby Porteus.

Dado que a menudo se lee a Paley en cursos universitarios que abordan la filosofía de la religión, el momento de su argumento de diseño ha dejado perplejos a los filósofos modernos en ocasiones. A principios de siglo, David Hume en Diálogos sobre la religión natural había argumentado contra las nociones de diseño con contraejemplos extraídos de la monstruosidad, formas imperfectas de testimonio y probabilidad (ver analogía del relojero). Los argumentos de Hume, sin embargo, no fueron ampliamente aceptados por la mayoría del público lector y cayeron "muertos" (para usar la propia evaluación de Hume) de la prensa. A pesar de la impopularidad de Hume, las obras publicadas de Paley y en cartas manuscritas muestran que se relacionó directamente con Hume desde su época de estudiante hasta sus últimas obras. Las obras de Paley fueron más influyentes que las de Hume desde la década de 1800 hasta la de 1840. Los argumentos de Hume solo fueron aceptados gradualmente por el público lector, y sus obras filosóficas se vendieron mal hasta que agnósticos como Thomas Huxley defendieron la filosofía de Hume a fines del siglo XIX.
Las normas científicas han cambiado mucho desde la época de Paley y tienden a hacer menos que justicia sus argumentos y formas de razonar. Pero su estilo es lúcido y estuvo dispuesto a presentar con transparencia las pruebas en contra de su propio caso. El argumento del diseño también se ha aplicado en otros campos de la investigación científica y filosófica, especialmente en lo que respecta al ajuste fino cosmológico antrópico, ajuste fino para el origen de la vida. Su tema fue fundamental para las ansiedades victorianas, lo que podría ser una de las razones por las que la teología natural siguió atrayendo al público lector, convirtiendo su libro en un éxito de ventas durante la mayor parte del siglo XIX, incluso después de la publicación de El origen de las especies  de Charles Darwin en 1859. Teología natural y Evidencias del cristianismo atrajeron a los evangélicos victorianos, aunque no tanto a los seguidores del Movimiento de Oxford, y ambos encontraron objetable su utilitarismo. Las opiniones de Paley influyeron (tanto positiva como negativamente) en teólogos, filósofos y científicos desde entonces.

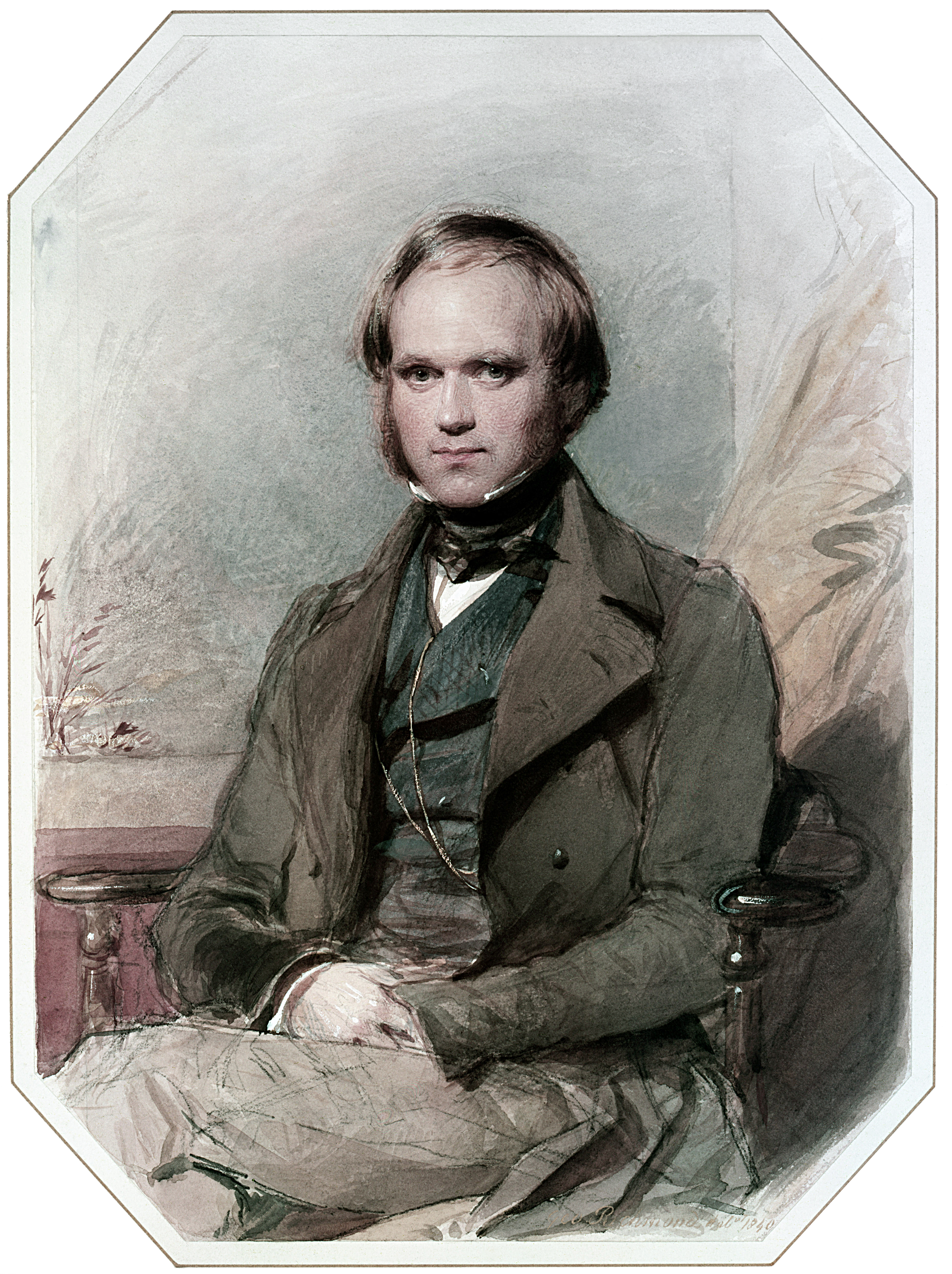
Charles Darwin fue influido por los argumentos de Paley en su juventud. Sin embargo, luego los rechazaría con su teoría de la evolución por selección natural como explicación alternativa del orden biológico.

Además de Filosofía moral y política y las Evidencias, Charles Darwin leyó Teología natural durante sus años de estudiante, y luego declaró en su autobiografía que inicialmente estaba convencido por el argumento. Darwin encontró convincentes los argumentos de Paley. «En ese momento [como estudiante de teología de Cambridge, 1827–1831] no me preocupé por las premisas de Paley; y tomándolos con confianza, quedé encantado y convencido por la larga línea de argumentación». Sin embargo, más tarde desarrolló su teoría de la evolución en su obra de 1859 El origen de las especies que ofrece una explicación alternativa del orden biológico. Sus puntos de vista cambiaron con el tiempo, como en su concepto de selección natural como un proceso de adaptación que podría producir complejidad y la aparente crueldad en el proceso con la existencia de un creador de bondad "ilimitada". En su Autobiografía, Darwin escribió que «el viejo argumento del diseño en la naturaleza, como lo presentó Paley, que antes me parecía tan concluyente, falla, ahora que la ley de la selección natural ha sido descubierta».
En las décadas de 1820 y 1830, liberales conocidos como Thomas Wakley y otros editores radicales de The Lancet estaban utilizando los ejemplos de envejecimiento de Paley para atacar el control del establecimiento sobre la educación médica y científica en Durham, Londres, Oxford y Cambridge. También inspiró al conde de Bridgewater a encargar los Tratados de Bridgewater y la Sociedad para la Promoción del Conocimiento Cristiano para publicar reimpresiones baratas para la clase media en ascenso. Pero mientras que la teología natural de Paley fue desmontada o reconstruida por intelectuales como Wakley o los autores de Bridgewater, el núcleo del argumento conservó una popularidad constante entre el público lector y sirvió como base de muchos catecismos y libros de texto que se usaron en Gran Bretaña y sus colonias hasta que World La Segunda Guerra Mundial cuando, como argumentó Matthew Daniel Eddy, el pantano existencial de la Primera Guerra Mundial socavó la teleología moral que había apuntalado la teología natural desde la Ilustración.
Hoy en día, el nombre de Paley evoca tanto reverencia como repulsión y su trabajo es citado en consecuencia por autores que buscan enmarcar sus propias opiniones sobre el diseño. Incluso Richard Dawkins, un opositor del argumento del diseño, se describió a sí mismo como un neopaleyano en The Blind Watchmaker. Hoy, como en su propio tiempo (aunque por diferentes razones), Paley es una figura controvertida, un pararrayos para ambos lados en la discusión contemporánea entre creacionismo y biología evolutiva. Sus escritos reflejan el pensamiento de su tiempo, pero como observó Dawkins, el suyo fue un enfoque sólido y lógico de la evidencia, ya sea humana o natural. Quizás esto explique por qué el teórico constitucional de Oxford A. V. Dicey hizo que sus alumnos leyeran las Evidencias para enseñarles sobre el razonamiento legal. Es por tales razones que los escritos de Paley, incluida la teología natural, se erigen como un cuerpo de trabajo notable en el canon del pensamiento occidental.

## Lectura adicional
- Brown, Colin.  Miracles and the Critical Mind, Paternoster, Exeter and William B. Eerdmans, Grand Rapids, 1984.
- Brooke, John H. Science and Religion: Some Historical Perspectives, Cambridge University Press, Cambridge, 1991.
- Clarke, M.L., Paley: Evidences for the Man, University of Toronto Press, Toronto, 1974.
- Darwin, Charles (1958).  Barlow, Nora, ed. The autobiography of Charles Darwin 1809–1882. With the original omissions restored. Edited and with appendix and notes by his grand-daughter. London: Collins.
- Dodds, G. L. Paley, Wearside and Natural Theology, Sunderland, 2003.
- Gilson, E., From Aristotle to Darwin and Back again: A Journey in Final Causality, Species, and Evolution, John Lyon (trans), Notre Dame University Press, London 1984.
- Knight, David. Science and Spirituality: The Volatile Connection, Routledge, London, 2004.
- LeMahieu, D.L. The Mind of William Paley, Lincoln, Nebraska, 1976.
- McAdoo, H. R., The Spirit of Anglicanism: A Survey of Anglican Theological Method in the Seventeenth Century (London, 1965).
- McGrath, A. E., A Scientific Theology: Volume I, Nature, Continuum, Edinburgh, 2001.
- Meadley, G. W. Memoirs of William Paley, to which is Added an Appendix, London, 1809.
- Ospovat, D. The Development of Darwin's Theory: Natural History, Natural Theology and Natural Selection, 1838–1859, Cambridge University Press, Cambridge, 1995.
- Pelikan, J. Christianity and Classical Culture: The Metamorphosis of Natural Theology in the Christian Encounter with Hellenism, Yale University Press, New Haven, 1993.
- Porter, R. 'Creation and Credence', in Barry Barnes and Steven Shapin (eds), Natural Order: Historical Studies of Scientific Culture, Sage Press, Beverly Hills, 1979.
- Raven, C. Natural Religion and Christian Theology, Cambridge University Press, Cambridge, 1953.
- Richards, R. J. The Romantic Conception of Life: Science and Philosophy in the Age of Goethe, Chicago University Press, Chicago, 2002.
- Rose, J. The Intellectual Life of the British Working Classes, Yale University Press, New Haven, 2002.
- Rosen, Frederick, Classical Utilitarianism from Hume to Mill (Routledge Studies in Ethics & Moral Theory), 2003. ISBN 0-415-22094-7
- Rousseau, G. S. and Roy Porter (eds), The Ferment of Knowledge – Studies in the Historiography of Eighteenth Century Science, Cambridge University Press, Cambridge, 1980.
- St Clair, W. The Reading Nation in the Romantic Period, Cambridge University Press, Cambridge, 2004.
- Viner, J. The Role of Providence in the Social Order, American Philosophical Society, Philadelphia, 1972.
- Von Sydow, M. 'Charles Darwin: A Christian undermining Christianity?', in David M. Knight and Matthew D. Eddy, Science and Beliefs: From Natural Philosophy to Natural Science, Ashgate, Aldershot, 2005